# Proelectrotermes fodinae
Proelectrotermes fodinae  (лат.) — ископаемый вид термитов рода Proelectrotermes (семейство Kalotermitidae). Обнаружен в эоценовых отложениях Флориссанта (США, Колорадо). Возраст находки около 35 млн лет. Один из древних видов термитов.

## Описание
Мелкого размера термиты. Длина переднего крыла 13,0 мм, размер тела 9,0×2,0 мм.
Вид Proelectrotermes fodinae был впервые описан в 1883 году Сэмюэлем Хаббардом Скаддером (Samuel Hubbard Scudder; 1837—1911, американским энтомологом, палеонтологом и коллекционером, открывшим и описавшим примерно 2000 видов членистоногих) вместе с таксонами Parotermes insignis, Zootermopsis coloradensis, Reticulitermes fossarum, Prokalotermes hagenii и другими. Среди синонимов: Parotermes fodinae. Сестринские таксоны: P. berendtii, P. holmgreni, P. roseni, P. swinhoei.
Другие сестринские таксоны: Hodotermopsis Holmgren, 1911, †Archotermopsis tornquisti K. von Rosen, 1913.